# Aartsbisdom Neocaesarea in Ponto
Het Aartsbisdom Neocaesarea in Ponto is een voormalig exarchaat van de Grieks-orthodoxe Kerk in Klein-Azië. Het aartsbisdom Neocaesarea was afhankelijk van het Oecumenisch patriarchaat van Constantinopel; het bisdom bestond van circa 240 tot het jaar 1923 en verdween met de Vrede van Lausanne (1923).
Daarnaast is het aartsbisdom een titulair aartsbisdom in de Roomse Kerk sinds 1671.

## Naam

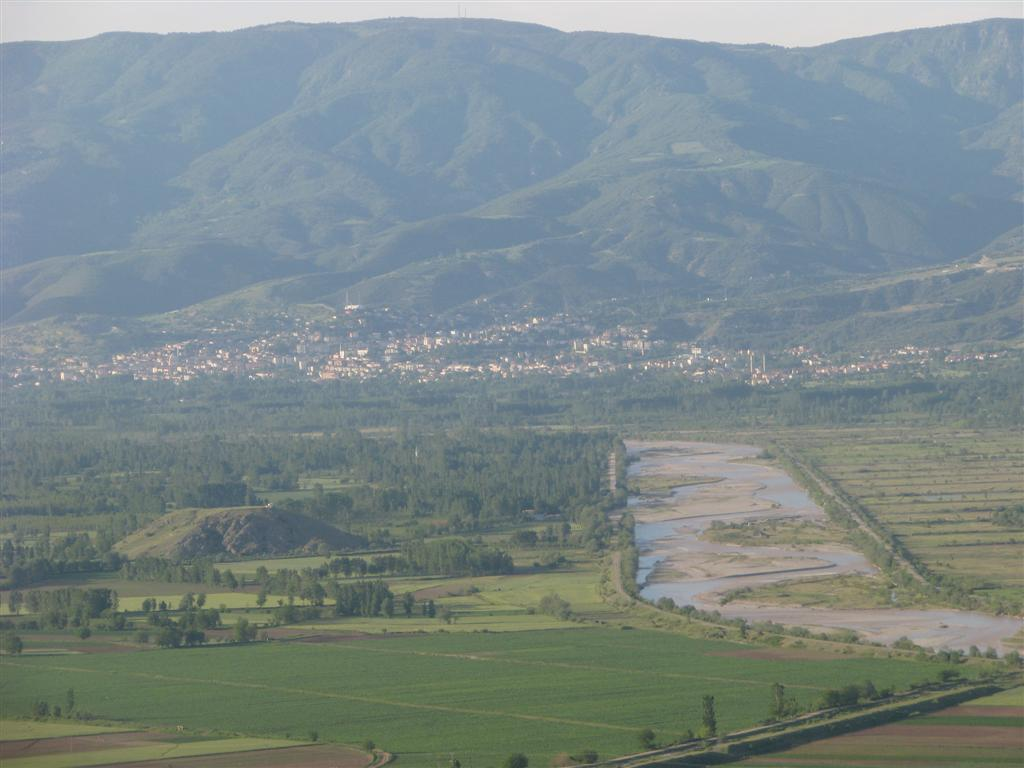
Niksar in Turkije, het voormalige Neocaesarea in Ponto

De moderne naam van Neocaesarea in Ponto is Niksar. Niksar is een stad in Turkije in de provincie Tokat. 
In de Griekse Oudheid was de naam Kabeira. Nadat de Romeinse veldheer Pompeius Kabeira veroverd had, gaf hij de naam Diospolis (jaren 60 v.Chr.), wat betekent de Stad van Zeus. Het behoorde tot de provincie Pontus et Bithynia. De Romeinen gaven de stad aan het bestuur van koning Polemon I van Pontus (37 v.Chr.) en gaven het een nieuwe naam Sebasti, ter ere van keizer Augustus. In het jaar 64 kwam de stad definitief in Romeinse handen. De stad werd genoemd Neocaesarea of in het Grieks Neokaisaria. Ten tijde van de veldtocht van keizer Hadrianus droeg het tijdelijk de naam Neocaesarea Hadrianopolis.

## Orthodoxe Kerk

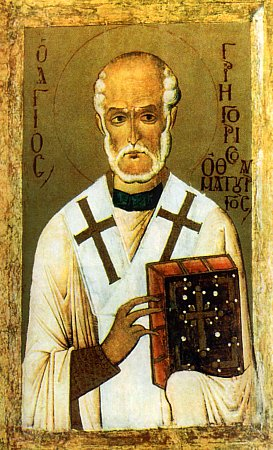
Gregorius Thaumaturgos, eerste bisschop van Neocaesarea in Ponto

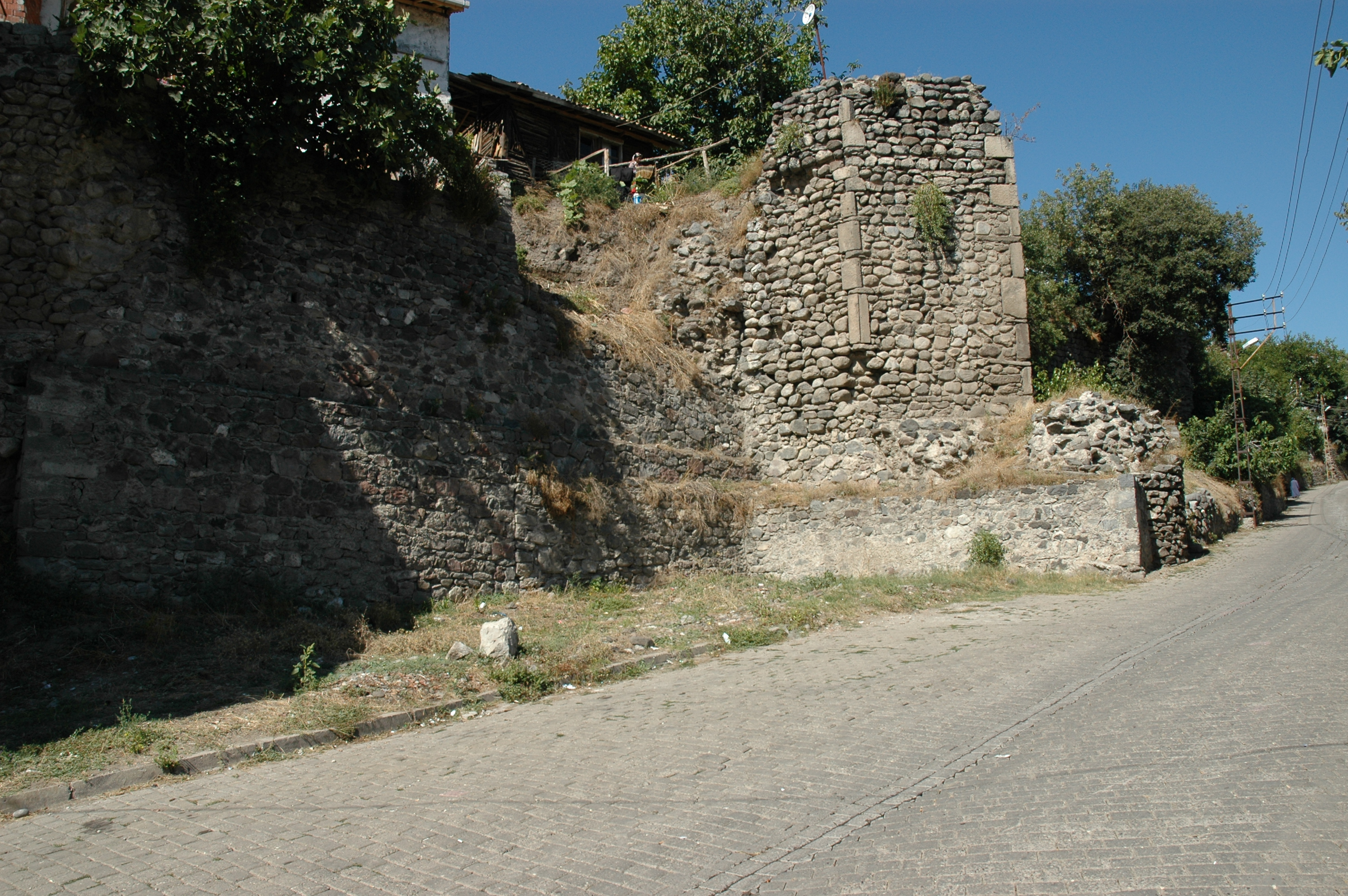
Stadsmuren van Niksar, in oorsprong van de Seltsjoeken.

Neocaesarea was een belangrijk handelsknooppunt van het oosten naar Constantinopel in het westen, alsook van de havenstad Polemonion aan de Zwarte Zee ten noorden naar Comana Pontica in het binnenland ten zuiden. De Romeinen bouwden het uit als een kazernestad voor alle troepenbewegingen naar het oosten, voornamelijk naar Armenia. 
Volgens de legende kwamen de eerste christenen er aan in de 3e eeuw; nog volgens de legende was de heilige Gregorius Thaumaturgos ook genoemd Gregorius van Neocaesarea, de eerste bisschop. Dit vond plaats circa het jaar 240. De christenvervolgingen onder keizer Decius waren bloederig in Neocaesarea.
Nadien werd het bisdom hersteld en in de 4e eeuw werd het verheven tot een aartsbisdom. Het had aanvankelijk twee bisdommen als suffragaan; in latere eeuwen werden dat er meer. In 343 vond er een aardbeving plaats; kroniekschrijvers schreven dat de basiliek bewaard bleef, alsook het graf van Gregorius Thaumaturgos. Nog in het Romeinse Keizerrijk werden de provincies in Klein-Azië heringericht. Neocaesarea behoorde tot de provincie Pontus Polemoniacus en bleef dit nog vele eeuwen. Neocaesarea bleef een Oostromeinse/Byzantijnse handelsstad tot zowat de 11e eeuw. 
Tijdens de 11e tot 14e eeuw werd Neocaesarea zoals de rest van Klein-Azië herhaaldelijk het slagveld tussen de legers van Byzantium, de Danisjmenden, de Seltsjoeken en de Ottomanen. Van de Romeinse stad Neocaesarea bleef niets meer over, enkel een Romeinse brug ten zuiden van de acropolis. De nieuwe stad Niksar verrees. Aanvankelijk was dit een fort van de Seltsjoeken. Niettemin bleef het aartsbisdom Neocaesarea functioneel. In de 13e eeuw werd Neocaesarea zelfs een exarchaat, en als dusdanig hoofd van een van de kerkprovincies gelegen aan de Zwarte Zee. 
In de 19e eeuw liet het Ottomaans bestuur toe dat het exarchaat van Neocaesarea territoriaal in stukken verdeeld werd. Het aantal christenen in Neocaesarea was fors gedaald.
Naar het einde van de Eerste Wereldoorlog stuurden Grieks-orthodoxe geestelijken aan op onafhankelijkheid van de Ottomanen. De Republiek Pontus werd uitgeroepen in 1919 doch viel ten prooi aan de Pontische Genocide, wat onder de grote noemer valt van Griekse Genocide. Met de Vrede van Lausanne (1923) doekte de Grieks-Orthodoxe Kerk het exarchaat Neocaesarea op. De laatste orthodoxe christenen hadden toen al Neocaesarea/Niksar verlaten.

## Roomse Kerk
De pausen in Rome verleenden vanaf de 17e eeuw de titel van aartsbisschop van Neocaesarea in Ponto als eretitel. Sommige bronnen spreken elkaar tegen aangezien er verwarring optrad met andere bisschoppelijke titels zoals deze van Neocaesarea in Bythinia of Neocaesarea in Syria. De eretitel ging naar prelaten die bijvoorbeeld in diplomatieke dienst van de paus werkten. Er is ook geen continuïteit in deze titels want soms bleef de ‘sede vacante’ gedurende jaren.
De lijst van titulaire aartsbisschoppen van Neocaesarea in Ponto is als volgt:
- Mario Alberizzi (1671-1675)
- Gregorio Giuseppe Gaetani di Aragonia (1676-1695), nadien titulair patriarch van Alexandria
- Alessandro Sforza (1695-1701)
- Pompeo Aldrovandi (1716-1729), nadien titulair patriarch van Jerusalem
- Buanaventura Cordoba Espinosa de la Cerda (1761-1769)
- Girolamo Volpi (1776-1798)
- Antonio Baldini (1820-1830)
- Matteo Eustachio Gonella (1850-1866)
- Edward Henry Howard of Norfolk (1872-1877)
- Gaetano Aloisi Masella (1877-1887)
- Pierre-Jean-Joseph Soubiranne (1887-1893)
- Giuseppe Schirò (1895-1927)
- Giacomo Montanelli (1928-1929)
- Antonin-Fernand Drapier (1929-1967).